# 453256 Gucevičius
453256 Gucevičius è un asteroide della fascia principale. Scoperto nel 2008, presenta un'orbita caratterizzata da un semiasse maggiore pari a 2,2030261 au e da un'eccentricità di 0,1473901, inclinata di 4,90728° rispetto all'eclittica.